# Аєлет Зурер
Аєлет Джулі Зурер (івр. איילת זורר, англ. Ayelet July Zurer; нар. 28 червня 1969) — ізраїльська кіноакторка.

## Біографія
Народилася 28 червня 1969 року в Тель-Авіві, Ізраїль.
Акторській майстерності навчалася в Нью-Йорку, а 1991 року повернулася до Ізраїлю. Вже наступного року Зурер грала в серіалі, а 1993-го виконала свою першу головну роль у кіно. За створений у картині «Трагедії Ніни» (2003) образ молодої жінки, яка намагається зажити нове життя після смерті чоловіка, Аєлет отримала премію Ізраїльської кіноакадемії. Вона також багато грала у театрі та на телебаченні.
Першою американською стрічкою акторки був «Мюнхен» (2005) Стівена Спілберга, де Зурер перетворилася на багатостраждальну дружину головного героя (Ерік Бана). 2008 року Аєлет зіграла терористку Вероніку в трилері «Точка обстрілу». У «Воскресіння Адама» (2008) Пола Шредера її героїнею стала медсестра Джина Грей, яка закохується в людину, що пережила Голокост (Джефф Голдблюм).
В «Ангели та демони» Зурер запросили після того, як стало відомо, що Наомі Воттс зніматися не зможе: щоб не стати жертвами обіцяного акторського страйку, творці фільму почали шукати акторів-іноземців. Проби на роль Вітторії Вітру Аєлет проходила у дуже маленькому дитячому театрі в Санта-Моніці, куди вона прийшла зі своїм сином. Акторка нервувала, проте не відчувала особливого дискомфорту, бо раніше грала в театрі і звикла не бачити глядачів у залі, коли на неї спрямовували світло. На прохання режисера Рон Говард Зурер зіграла кілька варіантів своєї сцени. Через три тижні вона дізналася, що отримала роль. Готуючись до зйомок, актораа їздила до університету Каліфорнії (UCLA) на факультет фізики та астрофізики.
З 2007 року Аєлет Зурер живе у Каліфорнії зі своїм чоловіком Гіладом Лондовським та сином Ліадом, який народився у 2005 році. Окрім акторської роботи, вона іноді ілюструє дитячі книжки.

## Фільмографія
| Рік  |   | Українська назва            | Оригінальна назва                    | Роль              |
| ---- | - | --------------------------- | ------------------------------------ | ----------------- |
| 2021 | с | Ти                          | You                                  | Доктор Чандра     |
| 2019 | с | Паперовий будинок           | Money Heist                          | Ракель Мурільо    |
| 2019 | с | Спадок                      | Legacies                             | Сейла             |
| 2017 | с | Очевидне                    | Transparent                          | Сейла             |
| 2017 | ф | Мілада                      | Milada                               | Мілада Хоракова   |
| 2016 | ф | Бен-Гур                     | Ben-Hur                              | Наомі             |
| 2015 | ф | Останні лицарі              | The Last Knights                     | Наомі             |
| 2015 | ф | Демон                       | Last Days in the Desert              | Мати              |
| 2018 | с | Шибайголова                 | Daredevil                            | Ванесса Маріанна  |
| 2013 | ф | Людина зі сталі             | Man of Steel                         | Лара Лор-Ван      |
| 2012 | с | Halo 4: Хто йде до світанку | Halo 4: Forward Unto Dawn            | полковник Міхаффі |
| 2009 | ф | Генії                       | Lightbulb                            | Джина             |
| 2009 | ф | Ангели та Демони            | Angels & Demons                      | Віторія Вітру     |
| 2009 | ф | Лампочка                    | Lightbulb                            | Джина             |
| 2008 | ф | Воскреслений Адам           | Adam Resurrected                     | Джина Грей        |
| 2008 | ф | Точка обстрілу              | Vantage Point                        | Вероніка          |
| 2007 | ф | Дикі собаки                 | Rak Klavim Ratzim Hofshi             | Тельма            |
| 2007 | ф | Уламки                      | Fugitive Pieces                      | Мікаела           |
| 2005 | ф | Мюнхен                      | Munich                               | Дафна             |
| 2003 | ф | Трагедії Ніни               | Ha Asonot Shel Nina                  | Ніна              |
| 1998 | ф | Заборонене кохання          | Ha Dybbuk B'sde Hatapuchim Hakdoshim | Леа               |
| 1991 | ф | Для Саші                    | Pour Sacha                           | Шошана            |